# Valkenswaard
Valkenswaard (phát âmⓘ) là một đô thị và thị xã ở phía nam Hà Lan, ở tỉnh Noord-Brabant. Đô thị này có 30.776 dân (tại thời điểm ngày 1 tháng 6 năm 2009) với diện tích 56,50 km² (1,15 km2 là mặt nước).

## Các trung tâm dân cư
- Borkel en Schaft
- Dommelen
- Valkenswaard

## Người nổi tiếng sinh ở Valkenswaard
- Bouke Beumer, nhà chính trị
- Caroline de Bruin, nữ nghệ sĩ
- Romé Fasol, thị trưởng
- Pieter van Geel, nhà chính trị
- Dominique van Hulst ("Do"), ca sĩ
- Jan Tops, kỵ mã